# The Annoying Orange
A Laranja Irritante (no original em inglês:  The Annoying Orange) é uma websérie de animação em computação gráfica produzida pela Gag Films em parceria com Daneboe (Dane Boedigheimer). Estreou na internet em 9 de outubro de 2009, obtendo reconhecimento no início de 2010, no site YouTube, onde conseguiu sucesso internacional, principalmente no Brasil, em forma legendada. A série difundiu-se internacionalmente, com mais de dois milhões de acessos ao vídeo inicial (Hey, Apple) e mais de 108 milhões de visualizações da série inteira, até abril de 2010. Em março de 2010 foi considerada a websérie mais vista na internet pelo site Mashable. Já fez paródias com personalidades como Lady Gaga e Michael Jackson e com filmes como Jogos Mortais, De Volta para o Futuro e Matrix.

## Sinopse
Na maioria dos episódios, o ambiente é a cozinha, onde o protagonista (laranja) começa a conversar com uma fruta ou um outro alimento ou objeto, faz trocadilhos e piadas sobre o alimento ou objeto, começando a irritá-los, até o episódio acabar, normalmente com o coprotagonista a ser cortado com uma faca.

## A Laranja Irritante no Brasil
No fim do mês de novembro do ano de 2009, um pouco depois de Daneboe criar o personagem na rede, uma conta do YouTube dedicada a tradução de vídeos variados chamada danieljacksonlegenda postou o primeiro episódio da série com legendas em português, o "Hey Apple!" O sucesso do vídeo foi tanto que D@N!3L jAcKsOn (pseudônimo de Daniel Neves, responsável pelas traduções do canal) passou a traduzir cada episódio periodicamente, a cada dia que é lançado um novo capítulo da série no canal oficial de Daneboe e da Annoying Orange. Esta conta do YouTube acabou responsável pelo sucesso do personagem no Brasil, popularizando-o como Laranja Irritante. Emissoras como Rede Record, SBT e Cartoon Network já exibiram os capítulos legendados em programas televisivos. Atualmente, D@N!3L jAcKsOn continua postando os vídeos a cada sexta feira, em um novo canal exclusivo para o personagem, o ALaranjaIrritanteOfi, que já conta com mais de 6000 usuários inscritos.
Em 20 de março de 2010, o site Charges.com.br fez a charge denominada "Tobby entrevista - Laranja Irritante", em que laranja faz piadas com o Tobby para irritá-lo, porque a laranja o comparava com o personagem Mickey Mouse. Depois quando o Brasil perdeu para a Holanda, no dia 2 de julho de 2010, no dia seguinte (3 de julho de 2010) o mesmo site mostrava a laranja irritando o Dunga com trocadilhos com um sotaque holandês.Também, o site já fez "entrevistas" de personagens de outros vídeos virais..

## Adaptação para a Televisão
Em Abril de 2011, fora confirmado que The Annoying Orange ganhará uma série de TV Chamada de The High Fructose Adventures of Annoying Orange. A Gagfilms (empresa do criador da série), em parceria com a The Collective, está produzindo, do mesmo modo de animação da série original, a adaptação para a TV.[carece de fontes?] O canal Cartoon Network distribuirá a série nos EUA. Ao invés de se passar na cozinha, se passará em um carrinho de supermercado que pode se transportar para qualquer lugar.